# Kevin O'Connor
Kevin O'Connor (Blackburn, 24 februari 1982) is een Engels gewezen profvoetballer met Ierse ouders die zijn gehele loopbaan uitkwam voor Brentford FC. 
O'Connor, die in 1995 in de jeugd van Brentford kwam, is multi-inzetbaar en speelde zowel als verdediger, middenvelder en aanvaller. Hij speelde sinds 1999 in het eerste team van Brentford en had sinds het seizoen 2014/15 een rol als speler-coach. Aan het einde van dit seizoen hing hij zijn voetbalschoenen aan de wilgen. O'Connor speelde zes wedstrijden in het Iers voetbalelftal onder 21.